# Keith Armstrong (Fußballspieler)
Keith „Keke“ Thomas Armstrong (* 11. Oktober 1957 in Corbridge) ist ein ehemaliger englischer Fußballspieler und heutiger -trainer, der auch die finnische Staatsangehörigkeit besitzt. Als Spieler war er in Großbritannien, Hongkong und Finnland aktiv und gewann drei Mal die finnische Meisterschaft. Nach dem Ende seiner Spielerkarriere war er in Finnland als Trainer aktiv und gehört mit fünf gewonnenen Meisterschaften und drei Pokalsiegen als Cheftrainer sowie drei Auszeichnungen als Trainer des Jahres zu den erfolgreichsten Trainern des finnischen Fußballs.

## Werdegang
Armstrong stammt aus der Nähe von Newcastle upon Tyne und war in seiner Jugend Anhänger von Newcastle United. Neben der britischen hält er seit 1991 auch die finnische Staatsbürgerschaft.
2006 nahm er an der finnischen Ausgabe der Fernsehsendung Let’s Dance, Tanssii tähtien kanssa, teil.

### Spielerkarriere
Armstrong begann seine Spielerkarriere im Herrenbereich 1977 beim englischen Zweitligisten AFC Sunderland. In der folgenden Saison 1978/79 spielte er auf Leihbasis zunächst bei AFC Newport County und bei Scunthorpe United jeweils in der vierten Liga, bevor sein Vertrag in Sunderland aufgelöst wurde. Daraufhin nahm ihn Newcastle United unter Vertrag und verlieh ihn im Winter 1979 weiter zum finnischen Erstligisten Oulun Palloseura. Dort gewann Armstrong 1979 die finnische Meisterschaft. 1980 spielte er kurzzeitig in Hongkong bei Bulova SA, kehrte dann aber nach Finnland zu Oulun Palloseura zurück, wo er am Ende des Jahres erneut finnischer Meister wurde. 1982 wechselte er innerhalb Finnlands zum Ligakonkurrenten Koparit Kuopio, ehe er ein Jahr später erneut zu Oulun Palloseura zurückkehrte. 
1984 schloss sich Armstrong dem FC Kuusysi an, mit dem er am Ende des Jahres erneut Meister wurde und bis ins Finale des finnischen Fußballpokals einzog. 1985 wechselte er zum Ligakonkurrenten Kokkolan Palloveikot. Nachdem der Verein am Saisonende abgestiegen war, nahm ihn 1986 der Erstligist Kemin Palloseura unter Vertrag.
Ab 1987 spielte er in den unteren Ligen und wechselte als Spielertrainer zum Viertligisten Vasa IFK, mit dem er am Saisonende in die dritte Liga aufstieg. 1989 schloss sich Armstrong dem dortigen Ligakonkurrenten TP-Seinäjoki an, mit dem er am Saisonende in die zweite Liga aufstieg. 1990 war er Spielertrainer beim Drittligisten IFK Mariehamn. Nach dem Abstieg am Saisonende nahm ihn 1991 der Erstligist Rovaniemi PS unter Vertrag, bei dem Armstrong nach der Saison 1992 im Alter von 35 Jahren seine Spielerkarriere beendete.

### Karriere als Trainer und Funktionär
Noch während seiner Zeit als aktiver Spieler war Armstrong bei dem finnischen Viertligisten Vasa IFK und dem Drittligisten IFK Mariehamn bereits als Spielertrainer tätig. Nach dem Ende seiner Spielerkarriere 1992 kehrte Armstrong kurzzeitig nach Newcastle in Großbritannien zurück, ehe er das Angebot erhielt, ab Anfang 1993 in Finnland seinen ehemaligen Verein Rovaniemi PS in der ersten Liga als Cheftrainer zu übernehmen. Mit dem Verein schloss er zweimal im Mittelfeld der Tabelle ab und zog 1993 bis ins Pokalfinale ein. Zur Saison 1995 übernahm er seinen ehemaligen Verein TP-Seinäjoki in der dritten Liga und feierte mit dem Verein den Aufstieg in die zweite Liga sowie in der anschließenden Saison den Aufstieg in die erste Liga.
Nach dem Aufstieg verließ er den Verein und wechselte zur Saison 1997 zum FC Haka, der in die zweite Liga abgestiegen war. Mit dem Verein erreichte Armstrong in seiner ersten Saison ebenfalls den Aufstieg in die erste Liga und wurde finnischer Pokalsieger. Als Aufsteiger in der ersten Liga gewann er mit der Mannschaft in den folgenden drei Spielzeiten 1998, 1999, und 2000 direkt dreimal nacheinander die finnische Meisterschaft. 1999 und 2000 wurde Armstrong dafür als Finnlands Trainer des Jahres ausgezeichnet; zwischen 1995 und 2000 hatte Armstrong mit seinen jeweiligen Mannschaften ligenübergreifend jede Saison auf dem jeweils ersten Tabellenplatz abgeschlossen. 2001 erreichte er mit dem FC Haka den vierten Platz.
Zur Saison 2002 verpflichtete der Rekordmeister HJK Helsinki Armstrong als Trainer. Mit dem Hauptstadtverein gewann er daraufhin 2002 die finnische Meisterschaft und 2003 das Double aus Meisterschaft und Pokalsieg. 2003 wurde Armstrong daraufhin erneut als Finnlands Trainer des Jahres ausgezeichnet. Nach einer Platzierung im Mittelfeld der Tabelle 2004 wurde er mit einer stark verjüngten Mannschaft 2005 und 2006 in der Liga zweimal Vizemeister und konnte 2006 erneut den Pokal gewinnen. Nach einem enttäuschenden Verlauf der Saison 2007 mit einem bis dahin achten Tabellenplatz in der Liga wurde er im September 2007 als Trainer des HJK freigestellt.
Nachdem er bereits seit 1998 nebenher als Co-Kommentator von Länderspielen und Spielen der englischen Premier League im finnischen Fernsehen tätig gewesen war, konzentrierte sich Armstrong nach dem Ende bei HJK Helsinki in den folgenden Jahren auf seine Tätigkeit als TV-Experte insbesondere für C More Entertainment und Nelonen.
Von 2012 bis 2014 war Armstrong Sportdirektor beim Zweitligisten Seinäjoen JK, der aus seinem ehemaligen Verein TP-Seinäjoki hervorgegangen war. Gemeinsam mit dem Trainer Simo Valakari gelang dem Verein 2013 der Aufstieg in die erste Liga und dort 2014 die Vizemeisterschaft sowie der Sieg des Ligapokals.
Im Januar 2015 übernahm Armstrong zur neuen Saison die semiprofessionelle Mannschaft des Vereins Tampereen Ilves als Cheftrainer, die in die erste Liga aufgestiegen war, und blieb daneben weiter als TV-Experte aktiv. Im Oktober 2015 entließ ihn der Verein, nachdem er ein Auswärtsspiel der Mannschaft verpasst hatte, um bei dem Fernsehsender MTV3 als Studiogast eine Übertragung der englischen Premier League zu kommentieren. Nachdem das Bezirksgericht in Pirkanmaa die Entlassung zunächst bestätigt hatte, urteilte ein Berufungsgericht in Turku im Oktober 2017, die Entlassung sei ungerechtfertigt gewesen.
Von 2017 bis 2018 trainierte Armstrong erneut den FC Haka, der inzwischen in die zweite Liga abgestiegen war.
Ab Mai 2019 verstärkte er bis zum Jahresende als Co-Trainer das Trainerteam des Erstligisten Kuopion PS unter Cheftrainer Jani Honkavaara. Mit dem Verein gewann er am Ende der Saison erneut die finnische Meisterschaft.
Als Ehrung seines Lebenswerks nahm ihn der finnische Fußballverband 2023 in die Ruhmeshalle des finnischen Fußballs auf.

### Erfolge
- Aufnahme in die Ruhmeshalle (Hall of Fame) des finnischen Fußballs: 2023

Als Trainer:
- Finnlands Trainer des Jahres (3): 1999, 2000, 2003
- Finnischer Meister (5): 1998, 1999 und 2000 mit FC Haka; 2002 und 2003 mit HJK Helsinki
- Finnischer Pokalsieger (3): 1997 mit FC Haka; 2003 und 2006 mit HJK Helsinki
- Aufstieg in die Veikkausliiga (2): 1996 mit TP-Seinäjoki; 1997 mit FC Haka
- Aufstieg in die Ykkönen: 1995 mit TP-Seinäjoki
- Aufstieg in die Kakkonen: 1987 mit Vasa IFK

Als Co-Trainer:
- Finnischer Meister: 2019 mit Kuopion PS

Als Spieler:
- Finnischer Meister (3): 1979 und 1980 mit Oulun Palloseura; 1984 mit FC Kuusysi
- Aufstieg in die Ykkönen: 1989 mit TP-Seinäjoki
- Aufstieg in die Kakkonen: 1987 mit Vasa IFK